# Quentin Hubbard
Geoffrey Quentin McCaully Hubbard (6 de gener de 1954 - 12 de novembre de 1976) fou el fill del fundador de l'església de la Cienciologia, L. Ron Hubbard. Va morir als 22 anys, suposadament per suïcidi.
Després que el fill gran de L. Ron Hubbart deixés l'església de la cienciologia, el 1959, Quentin va ser l'escollit pel seu para per succeir-lo com a cap de l'organització. Moltes vegades, Quentin es va manifestar en desacord amb les pretensions del seu pare per ell, ja que volia ser pilot d'aviació. El 1974, va manifestar que volia ser ballarí. Ben aviat, Quentin va intentar de suïcidar-se.
Alguns cienciologistes deien que Quentin era homosexual, i això li va provocar un greu torment a causa de l'homofòbia de l'època. La doctrina de la cienciologia classifica els homosexuals com pervertits sexuals.
Al 28 d'octubre del 1976, la policia el va trobar inconscient dins el cotxe a Las Vegas, sense documents identificatoris. Quentin va morir dues setmanes després sense haver recuperat la consciència. El seu pare es va deteriorar ràpidament després de la mort de Quentin i esdevingué paranoic.